# 名古屋市立黒石小学校
名古屋市立黒石小学校（なごやしりつ くろいししょうがっこう）は、愛知県名古屋市緑区黒沢台二丁目にある公立小学校。

## 沿革
- 1974年（昭和49年）
  - 4月1日 - 名古屋市立黒石小学校として開校[2]。
  - 6月29日 - プール竣工。
- 1975年（昭和50年）
  - 1月10日 - バックネット竣工。
  - 11月29日 - 体育館兼講堂竣工。
- 1976年（昭和51年）3月31日 - 北館3階3教室、特別教室（理科、家庭科、図工）竣工。
- 1977年（昭和52年）6月1日 - 観察池竣工。
- 1978年（昭和53年）3月31日 - 南館3教室、視聴覚室竣工。
- 1978年（昭和54年）4月1日 - 名古屋市立桃山小学校が独立[2]。
- 1979年（昭和55年）4月1日 - みどり学級開設[2]。
- 1983年（昭和58年）11月17日 - 創立10周年記念式典挙行、校歌制定[2]。
- 1991年（平成3年）10月30日 - 体育館緞帳整備。
- 1992年（平成4年）
  - 3月26日 - 体育器具庫改築万代塀改修。
  - 8月31日 - ウサギ小屋遊び場新設。
  - 12月24日 - 体育館床改修。
- 1993年（平成5年）
  - 8月31日 - 運動場雨水流出抑制工事完了。
  - 11月28日 - 創立20周年記念式典挙行。
- 1994年（平成6年）3月3日 - 便所改修工事完了。
- 1995年（平成7年）
  - 2月9日 - 大規模改造工事北館完成。
  - 12月18日 - 大規模改造工事本館完成。
- 1996年（平成8年）10月23日 - 大規模改造工事体育館棟完成。
- 1998年（平成10年）
  - 3月31日 - プール改修工事完了。
  - 12月26日 - 校舎外壁雨漏り補修工事完了。
- 1999年（平成11年）10月5日 - 南校舎屋上雨漏り補修工事完了。
- 2000年（平成12年）8月3日 - 北校舎校内LAN工事完了。
- 2002年（平成14年）
  - 1月16日 - 緊急ブザーインターホン取付完了。
  - 4月13日 - 黒石学区地域スポーツクラブ発足[2]。
- 2003年（平成15年）
  - 1月6日 - 安全対策工事完了。
  - 7月4日 - 扇風機設置完了。
  - 8月20日 - 渡り落下防止柵取付工事完了。
- 2004年（平成16年）
  - 1月6日 - 遊具補修工事完了。
  - 3月5日 - 正門改修工事完了。
- 2005年（平成17年）
  - 3月14日 - 正門防犯カメラ設置工事完了。
  - 3月23日 - 正門防犯カメラ設置工事完了。
  - 3月29日 - インターネット光ファイバー取替工事完了。
- 2006年（平成18年）
  - 2月1日 - コンピュータ室機器更新完了。
  - 3月24日 - 北館耐震工事完了。
  - 9月5日 - 屋外倉庫設置完了。
- 2007年（平成19年）5月24日 - トワイライトスクール開校[2]。
- 2008年（平成20年）5月8日 - 耐震ガラス取替工事完了。
- 2009年（平成21年）
  - 4月5日 - 斜降式救助袋設置完了。体育館屋根漏水補修工事完了
  - 10月9日 - 体育館屋根漏水補修工事完了。
- 2010年（平成22年）3月18日 - 地上デジタル対応工事完了。
- 2011年（平成23年）
  - 2月1日 - コンピュータ室機器更新完了。
  - 8月31日 - 体育館窓ガラス飛散防止対策工事完了。
  - 10月31日 - 体育館暗幕取替工事完了。
- 2013年（平成25年）8月15日 - 外階段補修工事。
- 2015年（平成27年）
  - 3月15日 - 大規模改修工事。
  - 9月1日 - 運動場改修工事完了、ビオトープ完成。
  - 12月25日 - 体育館外壁補修工事。
- 2016年（平成28年）
  - 4月1日 - わかば学級開設[2]。
  - 6月24日 - 普通教室エアコン稼働開始。
- 2017年（平成29年）9月6日 - コンピュータ室機器更新完了、普通教室無線LAN稼働。
- 2018年（平成30年）3月12日 - 階段等の手摺り設置工事。

## 通学区域
- 全域が名古屋市緑区に含まれる。
  - 黒沢台一丁目～同四丁目[3]
  - 黒沢台五丁目（一部）[3]
  - 鳴海町字神沢（一部）[4]

## 進学先
- 名古屋市立神沢中学校[5]

## 交通
- 名古屋市営地下鉄桜通線徳重駅（出口3）から、約870m・約13分[6]。
- 名古屋市営バス原12号系統・徳重13号系統「黒石小学校」停留所下車後、約500m・約9分[6]。
- 名古屋第二環状自動車道鳴海ICから、車で約1.3km・約3分。

## 周辺
- 特別養護老人ホーム黒石荘
- 神沢池
- 黒沢台西公園